# Acalolepta nishimurai
Acalolepta nishimurai là một loài bọ cánh cứng trong họ Cerambycidae.